# Рагимов, Камран Наби оглы
Камран Наби оглы Рагимов (азерб. Kamran Nəbi oğlu Rəhimov; 4 июля 1928, с. Кенгерли, Нахичеванская АССР, Азербайджанская ССР, СССР — 27 июля 2007) — советский и азербайджанский ученый-историк и государственный деятель, министр народного просвещения Азербайджанской ССР (1983—1988). Персональный пенсионер Азербайджана (2004).

## Биография
В 1945 году окончил с отличием исторический факультет Азербайджанского государственного университета им. С. М. Кирова. Затем находился там на преподавательской работе.
В 1958 защитил диссертацию на соискание учёной степени кандидата исторических наук. Тема диссертации: «Борьба Коммунистической партии за дальнейшее укрепление Советов, 1926-1929 гг.: по материалам Азербайджанской партийной организации»
В 1967 защитил диссертацию на соискание учёной степени доктора исторических наук. Тема диссертации: «Деятельность Коммунистической партии Азербайджана по осуществлению ленинских принципов советской демократии».
В 1959—1962 гг. — заместитель главного редактора, а с 1962 по 1975 г. — главный редактор журнала ЦК Компартии республики «Коммунист Азербайджана».
В 1975—1983 гг. — первый секретарь Нахичеванского обкома Компартии Азербайджана.
В 1983—1988 гг. — министр народного просвещения Азербайджанской ССР. После официального визита в Бельгию (1986) заинтересовался программой компьютеризации образования и начал ее реализацию в республике.
В 1988 г. после создания объединенного министерства народного образования Азербайджанской ССР был назначен на должность первого заместителя его руководителя.
С 1990 по 1995 гг. — депутат Верховного Совета (Милли Меджлиса) Азербайджана.
Депутат Верховного Совета СССР 10-го созыва.
Имел звание заслуженного деятеля науки Азербайджанской ССР. Заслуженный деятель Азербайджана.